# Tallamara
Tallamara (arab. تلعمارة) – wieś w Syrii, w muhafazie Idlib. W 2004 roku liczyła 565 mieszkańców.